# 마마두 포파나
마마두 포파나(프랑스어: Mamadou Fofana, 1998년 1월 21일 ~ )는 말리의 축구 선수로, 현재 리그 2의 아미앵과 말리 축구 국가대표팀에서 수비수로 활약하고 있다.

## 구단 경력
2016년, 포파나는 스타드 말리앵 아카데미에 입단하면서 알라니아스포르로 이적하였다. 2017년 1월 14일, 포파나는 2-3으로 패한 차이쿠르 리제스포르와의 쉬페르리그 경기에서 알라니아스포르 소속으로 프로 데뷔 전을 치렀다.
2021년 8월 12일, 그는 리그 2의 아미앵으로 이적하여 5년 계약을 맺었다.

## 국가대표팀 경력
포파나는 2015년 FIFA U-17 월드컵에서는 말리 U-17 축구 국가대표팀을, 2017년 아프리카 U-20 네이션스컵에는 말리 U-20 축구 국가대표팀을 대표했다.
포파나는 2017년 10월 6일 코트디부아르와의 2018년 FIFA 월드컵 예선 경기에서 말리 축구 국가대표팀 데뷔 전을 치렀다.